# Mylau

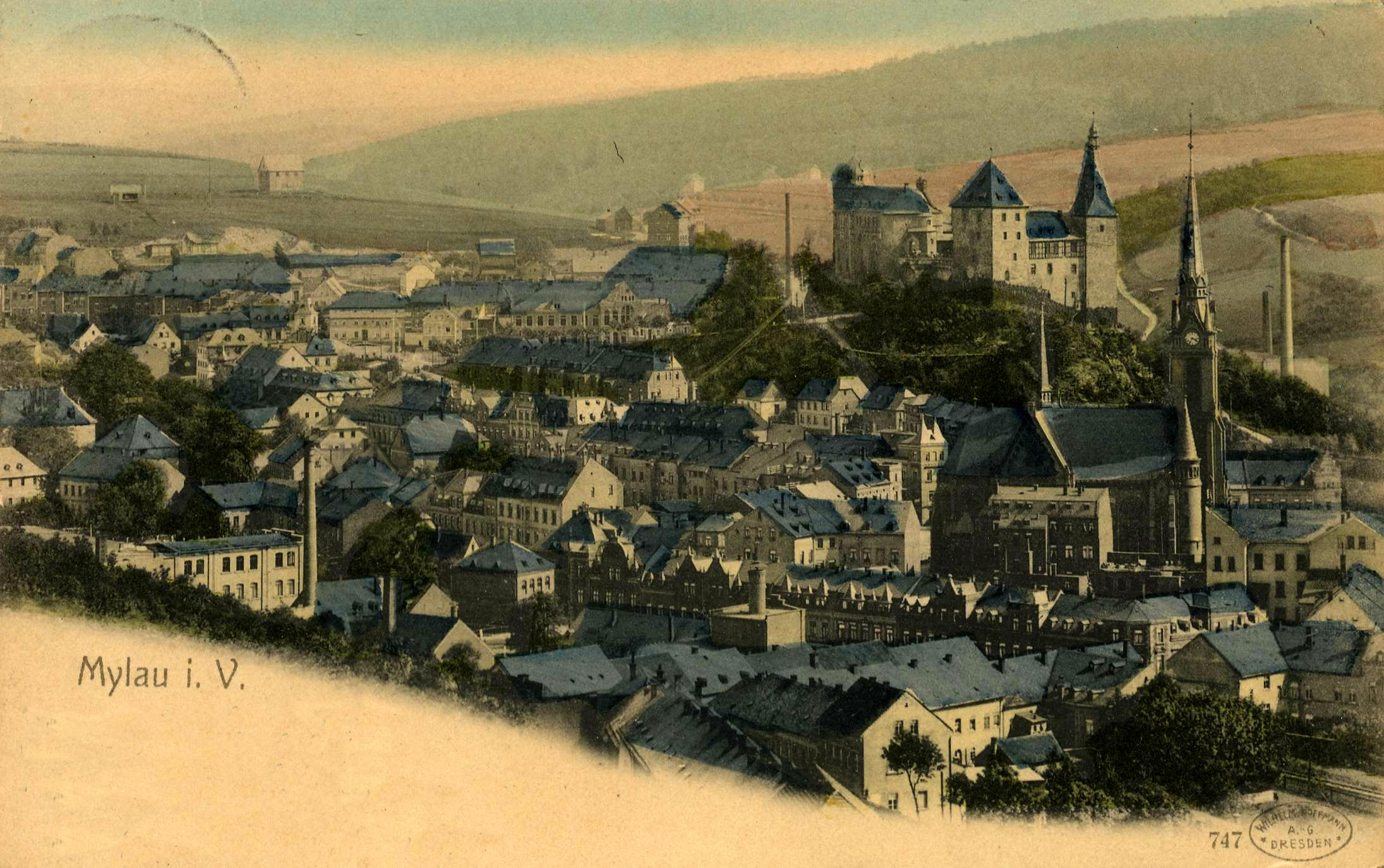
Mylau mit der Burg Mylau um 1905

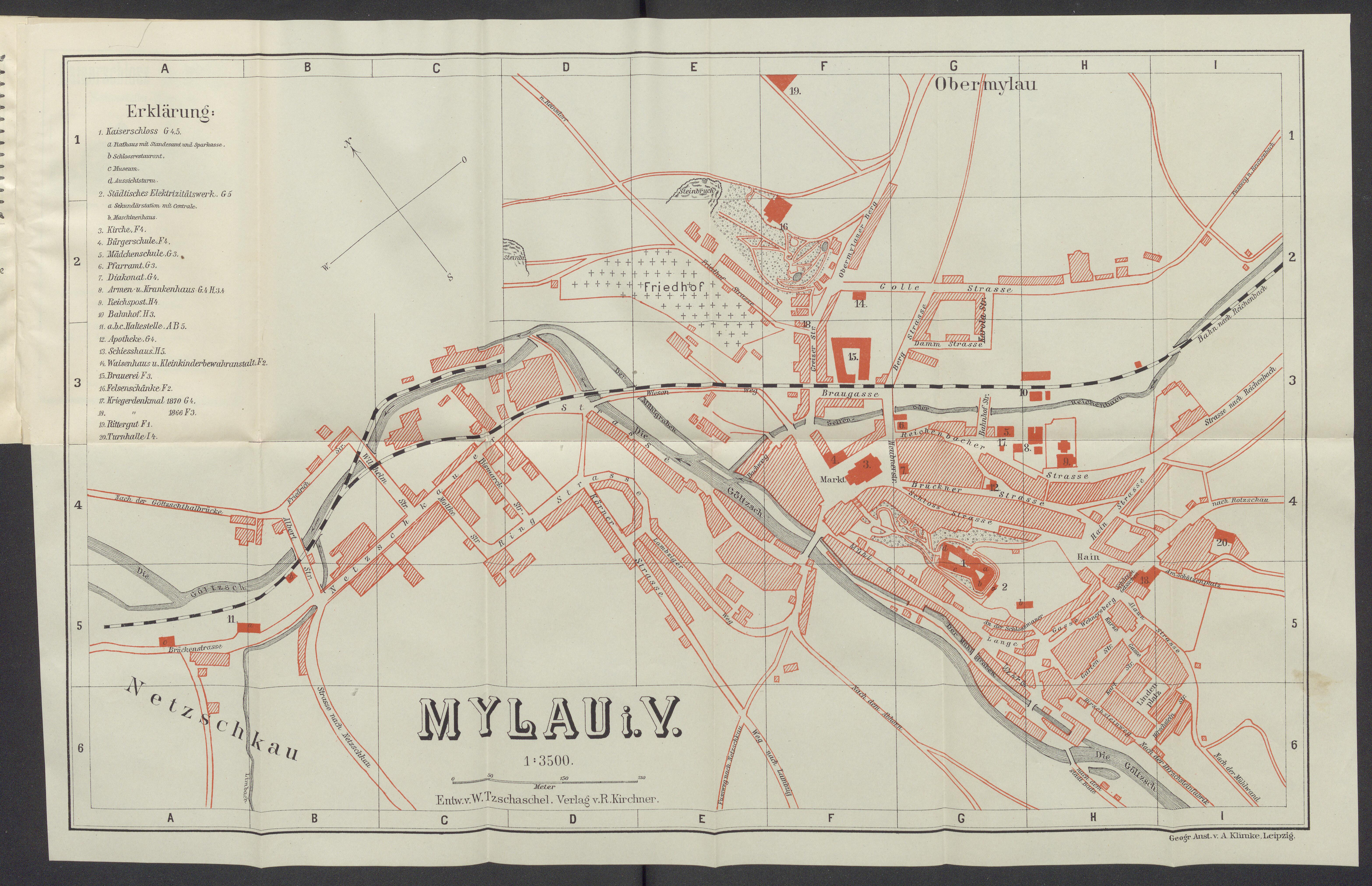
Karte von Mylau (1896)

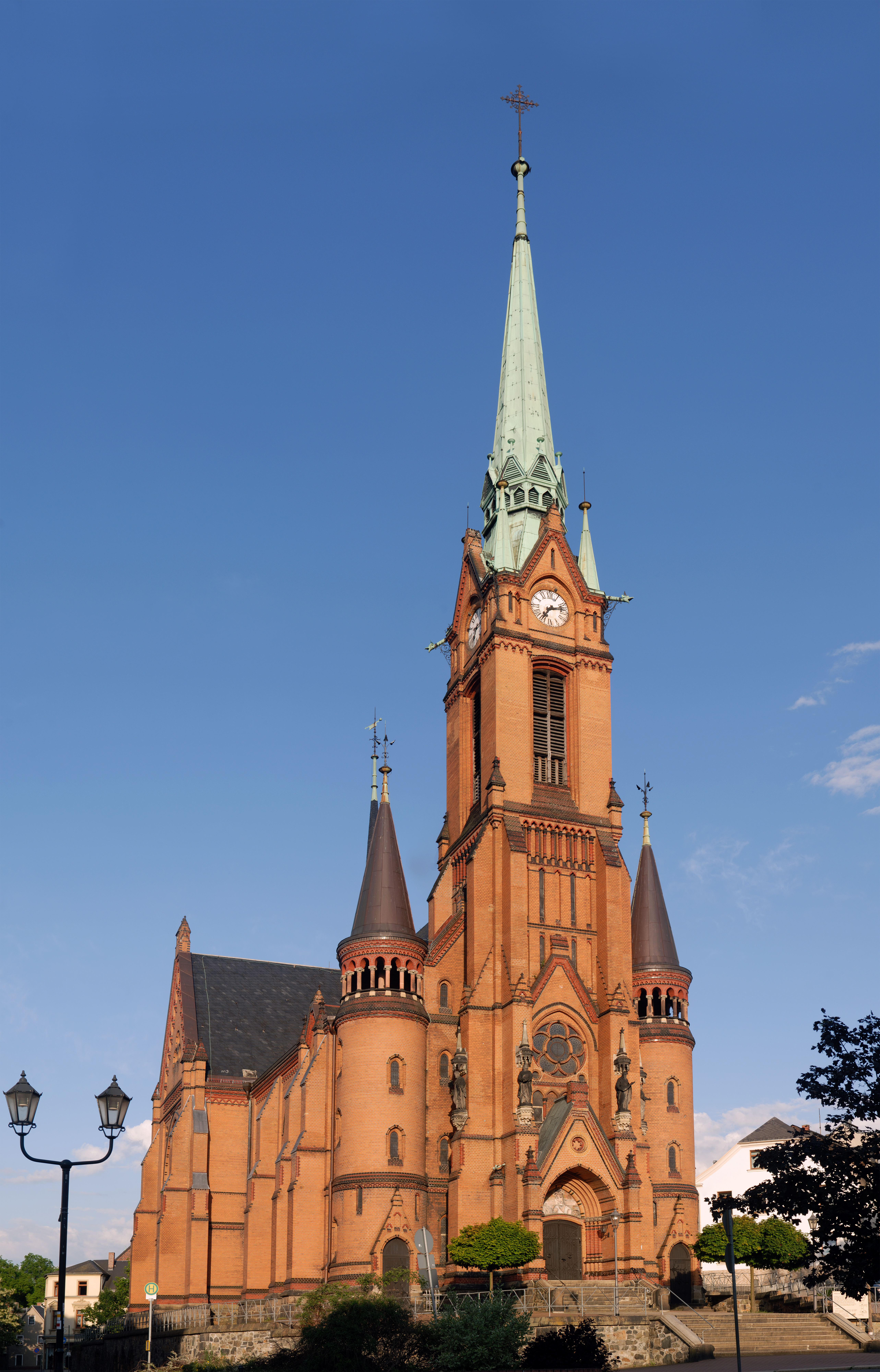
Stadtkirche von Mylau

Die vormalige Stadt Mylau ist seit dem 1. Januar 2016 ein Ortsteil der Großen Kreisstadt Reichenbach im Vogtland des Vogtlandkreises im Freistaat Sachsen.

## Geografie

### Lage

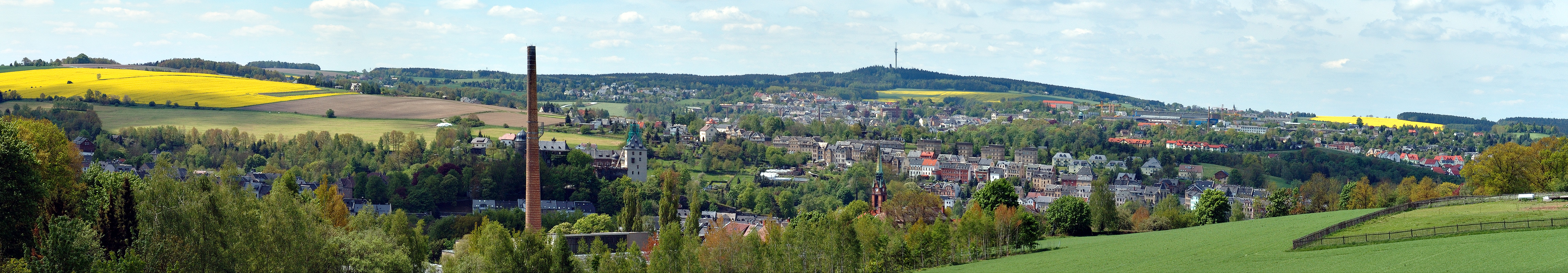
Mylau als Panorama-Aufnahme

Mylau erstreckt sich über Höhenlagen zwischen 290 und 370 m ü. NN. in den Tälern der Göltzsch und des aus Richtung Reichenbach kommenden Raumbaches. Letzterer ist bei der Bevölkerung vor allem unter der Bezeichnung Seifenbach bekannt, weil sich im 19. Jahrhundert an dessen Bachlauf im Heinsdorfergrund und Reichenbach Textilfärbereien befanden. Der Ort liegt im Osten des Naturraumes Vogtland im sächsischen Teil des historischen Vogtlands. Im äußersten Nordwesten grenzt die Ortsflur an das thüringische Vogtland.

### Nachbarorte
| Waltersdorf, Weidig | Obermylau                                   |             |
| Netzschkau          | Kompassrose, die auf Nachbargemeinden zeigt | Reichenbach |
| Lambzig             | Lambzig                                     | Rotschau    |

## Geschichte
Zu Beginn des 12. Jahrhunderts bezeichnete der Name „milin“ ein nordvogtländisches Herrschaftsgebiet. Die auf einem Bergsporn errichtete Burg Mylau  wurde wahrscheinlich um 1180 im Zuge der deutschen Ostkolonisation unter Kaiser Barbarossa als Herrschaftssitz im Tal der Göltzsch errichtet. Sie sicherte die vorwiegend von fränkischen Siedlern getragene Erschließung des bisher von Slawen dünn besiedelten Umlandes. Die auf der Burg sitzenden Herren von Milin wurden erstmals 1214 genannt. Um 1271 bezeichnete „Milin“ den Bachlauf des Milinbachs (heute als Raumbach bekannt) und um 1323 den Castrum (Burg) genannten Mittelpunkt der Herrschaft Mylau. Im 15. Jahrhundert wird der Name auch für das 1431 bezeugte Dorf Obermylau und 1454 für das Städtchen (Nieder-)Mylau am Fuße der Burg genutzt. Kaiser Karl IV. erzwang 1367 im Ergebnis des Vogtländischen Krieges den Verkauf der Burg an die böhmische Krone. Bei einem Besuch der Burg verlieh er der darunter liegenden, im 13. Jahrhundert entstandenen, Siedlung Mylau ebenfalls 1367 das Stadtrecht. Auf der Burg richtete er ein königlich-böhmisches Amt ein, zu dem neben Mylau noch die Städte Reichenbach, Netzschkau und Lengenfeld samt umliegender Dörfer gehörten. Im Jahr 1422 verpfändete Karls Sohn Sigismund die Burg Mylau als Dank für die in den Hussitenkriegen geleisteten Dienste an die Kurfürsten von Sachsen. 1482 gelangte die Herrschaft Mylau im Vertrag zu Brüx an Kursachsen. Mit Ausnahme der Jahre zwischen 1547 und 1569 (burggräfliches Vogtland) blieb die Burg Mylau bei Sachsen.
Die Grundherrschaft über die kleine Stadt Mylau lag bis in die Mitte des 19. Jahrhunderts beim Rittergut Mylau, zu dem auch das Vorwerk Obermylau gehörte. Nachdem Carol Bose im Jahr 1636 die Patrimonialgerichtsbarkeit über Mylau erhalten hatte, entwickelte sich der bis dahin unbedeutende Ort zu einem Weberstädtchen. Die Stadt wuchs von 24 Häusern im Jahr 1650 auf 92 im Jahr 1699 und 163 im Jahr 1748. Seit 1654 bestand eine Weberinnung im Ort. Die Ansiedlung von Handwebereien waren im 19. Jahrhundert die Voraussetzung für die nicht unerhebliche Entwicklung der Textilindustrie. Im Jahr 1849 hatte Mylau mit 72 % der Bevölkerung den höchsten Anteil an Handwebern bezüglich der Gesamtbevölkerung von allen Städten im Vogtland. Nachdem die Burg Mylau im Jahr 1772 als Adelssitz aufgegeben worden war, gelangte sie in bürgerlichen Besitz. Von 1808 bis 1828 betrieb dort der Spinnereibesitzer Christian Gotthelf Brückner die erste Fabrik des nördlichen Vogtlandes. Nach jahrelangem Leerstand fand die Kattun- und Wolldruckerei Baust von 1868 bis 1894 ihr Domizil in der Burg, wozu sie mehrmals umgebaut wurde. Die Aufstellung des ersten mechanischen Webstuhls im Jahr 1863 bedeutete einen enormen Aufschwung der Mylauer Textilindustrie. Im Jahr 1889 waren in der Stadt 1734 Webstühle in Betrieb.
Mylau gehörte wie Obermylau ursprünglich zur Herrschaft Mylau, die im 16. Jahrhundert an das kursächsische Amt Plauen kam. Die Stadt unterstand bis 1856 dem kursächsischen bzw. königlich-sächsischen Amt Plauen. 1856 wurde sie dem Gerichtsamt Reichenbach und 1875 der Amtshauptmannschaft Plauen angegliedert.

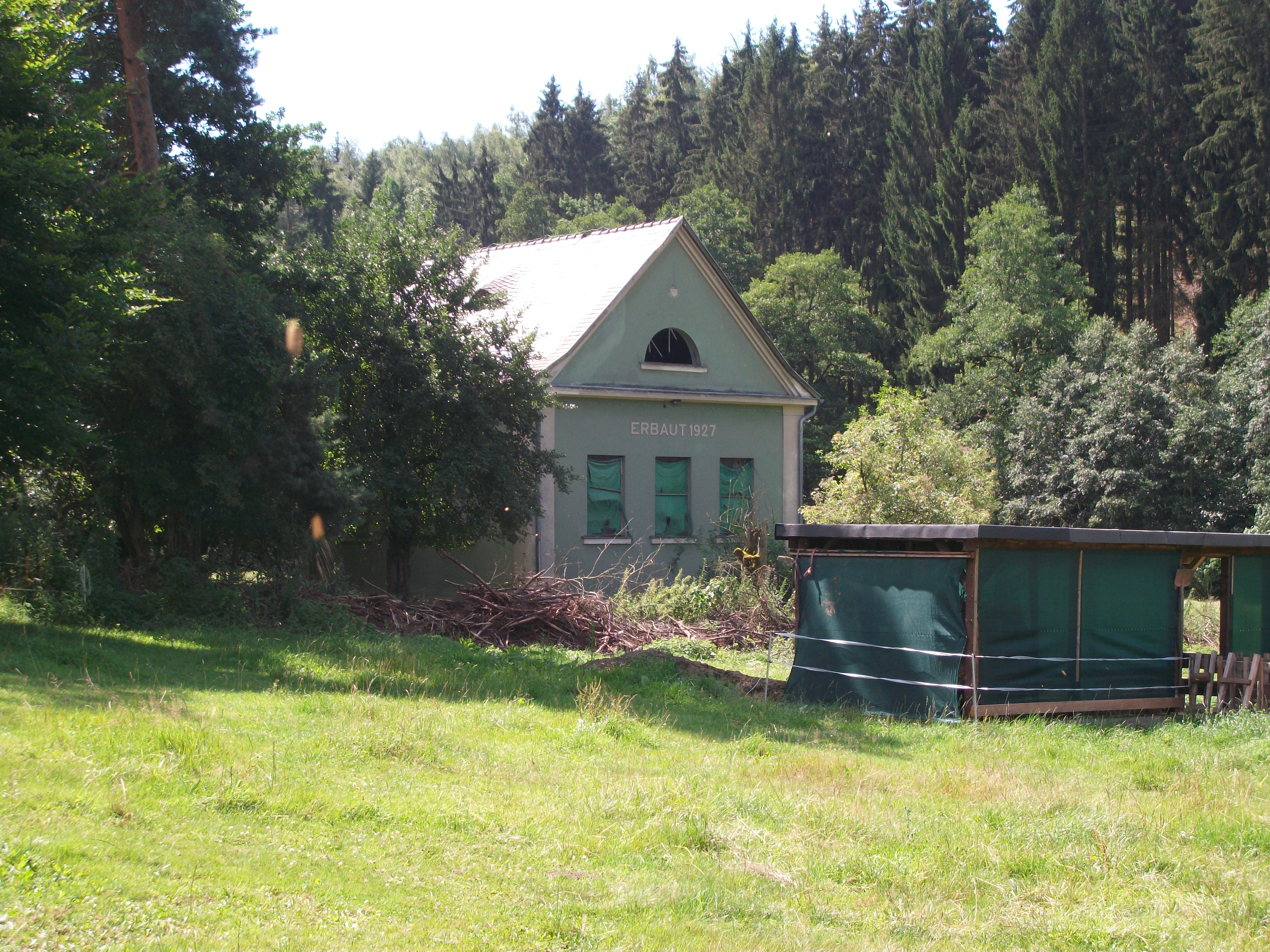
Schneidenbach, Kraftwerk Schotenmühle (2017)

Nach dem Stadtbrand von 1855 erhielt Mylau einen Marktplatz, im Jahr 1889 einen Stadtpark und 1895 ein Freibad. Da sich auf der kleinen Stadtflur wenig Möglichkeit zur Ansiedlung von Industriebetrieben bot, erwarb die Stadt Mylau im Jahr 1892 das Rittergut Mylau mit der Burg Mylau und den dazugehörigen Ländereien von 332 Hektar. 1894 entstand auf deren Besitzungen im Göltzschtal südlich der Stadt an der Schotenmühle bei Schneidenbach ein Wasserkraftwerk zur Energiegewinnung. Es war bis 1976 in Betrieb. Obwohl mit der Eröffnung der Göltzschtalbrücke (zwischen 1846 und 1851 erbaut) bereits seit Mitte des 19. Jahrhunderts Bahngleise über Mylauer Flur führten, erhielt die Stadt erst mit der Eröffnung der Bahnstrecke Reichenbach–Göltzschtalbrücke im Jahr 1895 Eisenbahnanschluss in Richtung Reichenbach, seit 1905 auch über die Bahnstrecke Lengenfeld–Göltzschtalbrücke nach Lengenfeld. Teile der Mylauer Burg wurden seit 1893 als Museum und seit 1895/96 als Rathaus genutzt.
Durch die zweite Kreisreform in der DDR kam die Stadt Mylau im Jahr 1952 zum Kreis Reichenbach im Bezirk Chemnitz (1953 in Bezirk Karl-Marx-Stadt umbenannt), der ab 1990 als sächsischer Landkreis Reichenbach fortgeführt wurde und 1996 im Vogtlandkreis aufging. Im Jahr 1995 zog das Rathaus der Stadt Mylau von der Burg in das Stadthaus um. Am 1. Januar 1996 erfolgte die Eingemeindung von Obermylau in die Stadt Mylau. Durch die Fusion der Städte Mylau und Reichenbach im Vogtland zur neuen Stadt Reichenbach im Vogtland sind Mylau und Obermylau seit dem 1. Januar 2016 Ortsteile der Großen Kreisstadt Reichenbach im Vogtland.
Entwicklung der Einwohnerzahl (ab 1960 31. Dezember)
| - 1706: 0900 - 1834: 2393 - 1910: 7957 - 1933: 7375 - 1960: 6668 | - 1971: 6087 - 1998: 3364 - 1999: 3328 - 2001: 3202 - 2002: 3119 | - 2003: 3080 - 2004: 3013 - 2005: 2979 - 2007: 2889 - 2008: 2878 | - 2012: 2699 - 2013: 2649 - 2014: 2585 |

 Datenquelle ab 1998: Statistisches Landesamt Sachsen

## Politik
Im letzten Stadtrat seit der Gemeinderatswahl am 25. Mai 2014 der damaligen Stadt Mylau verteilten sich die 14 Sitze folgendermaßen auf die einzelnen Gruppierungen (in Klammern die prozentuale Stimmenverteilung bei der Wahl):
- Bürgerinitiative Mylau e. V. (BIM): 5 Sitze (33,0 %)
- CDU: 3 Sitze (21,0 %)
- Gewerbeverein Mylau e. V. (GVM): 3 Sitze (19,0 %)
- LINKE: 2 Sitze (12,6 %)
- Interessenvereinigung Feuerwehr Mylau (IV FFW): 1 Sitz (8,8 %)

Letzter Bürgermeister war Christoph Schneider (CDU).

### Städteverbund
Mylau bildete zusammen mit den Städten Greiz, Reichenbach, Elsterberg und Netzschkau den Städteverbund „Nordöstliches Vogtland“. Dessen Ziel ist es, die interkommunale Zusammenarbeit im Raum Westsachsen/Ostthüringen auf den Gebieten Wirtschaftsentwicklung, Verkehrsanbindung, Siedlungsstruktur, Natur, Landschaft, Kultur, Bildung und Tourismus zu fördern.

### Partnerstädte
Mit vier Städten führte Mylau eine Partnerschaft.
- Waldenbuch in Baden-Württemberg (seit 1990)
- Althen-des-Paluds in Frankreich (seit 2006)
- Montecarlo (Toskana) in Italien (seit 2006)
- Karlštejn in Tschechien (seit 2006)

Eine Besonderheit in den Partnerschaften mit Althen-des-Paluds, Montecarlo und Karlštejn ist, dass alle vier Städte gegenseitig durch Partnerschaftsverträge miteinander verbunden sind.
Nach der Fusion mit Reichenbach im Vogtland werden die Städtepartnerschaften weitergeführt.
Die Betreuung übernimmt dabei vorrangig der Städtepartnerschaftsverein Mylau e. V.

## Kultur und Sehenswürdigkeiten
- Die Burg Mylau wurde nie zerstört und befindet sich an der Mündung des Raumbaches in die Göltzsch.
- Die 1890 erbaute Stadtkirche St. Wenzel besitzt eine Orgel von Gottfried Silbermann (1730/31).
- Unterhalb Mylaus überspannt seit 1851 die weltweit größte aus Ziegeln erbaute Brücke, die Göltzschtalbrücke das Tal der Göltzsch. Die Eisenbahnbrücke ist zusammen mit der ca. 12 km entfernten Elstertalbrücke ein Wahrzeichen des Vogtlandes und gilt als Historisches Wahrzeichen der Ingenieurbaukunst in Deutschland.

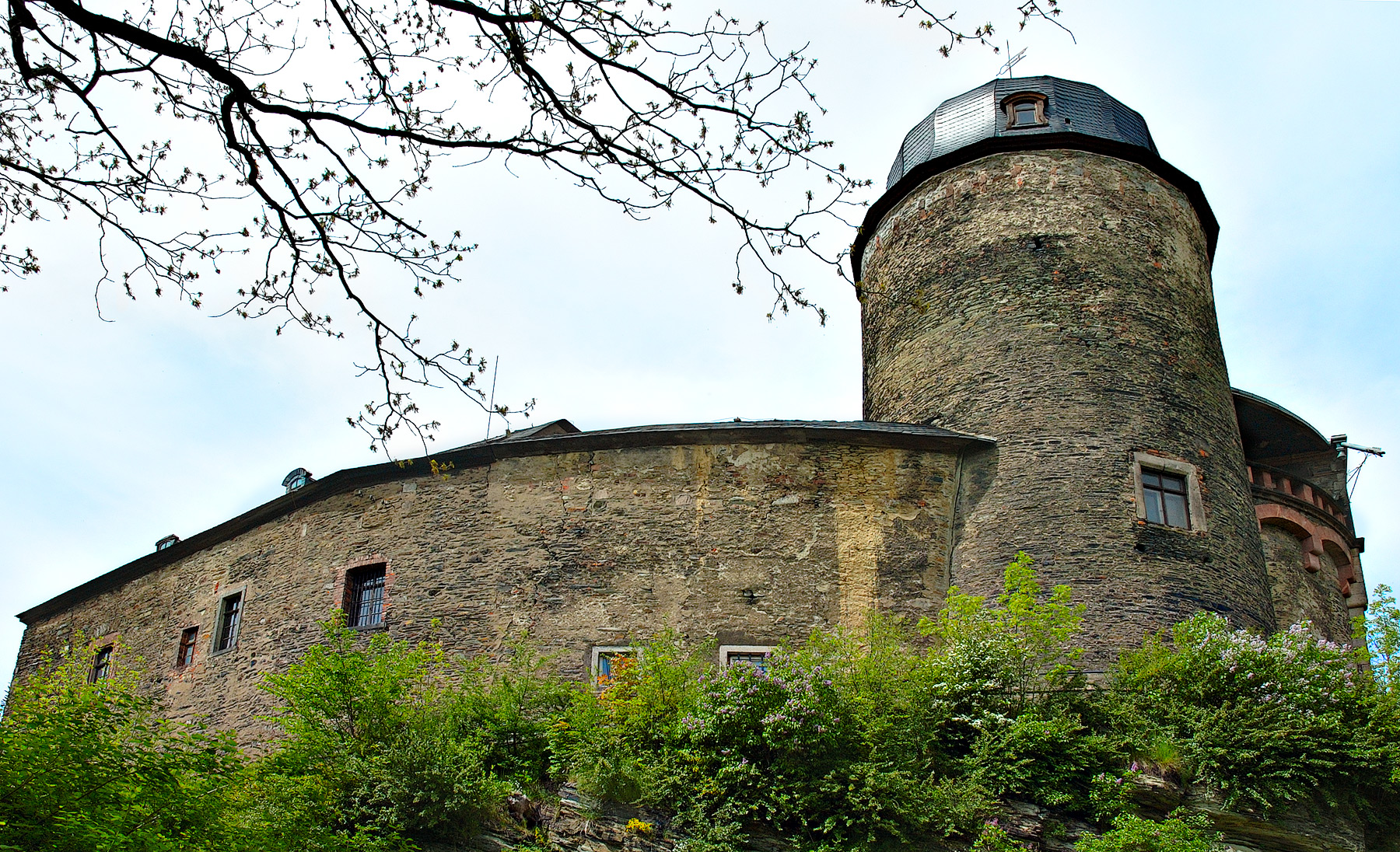
Burg Mylau
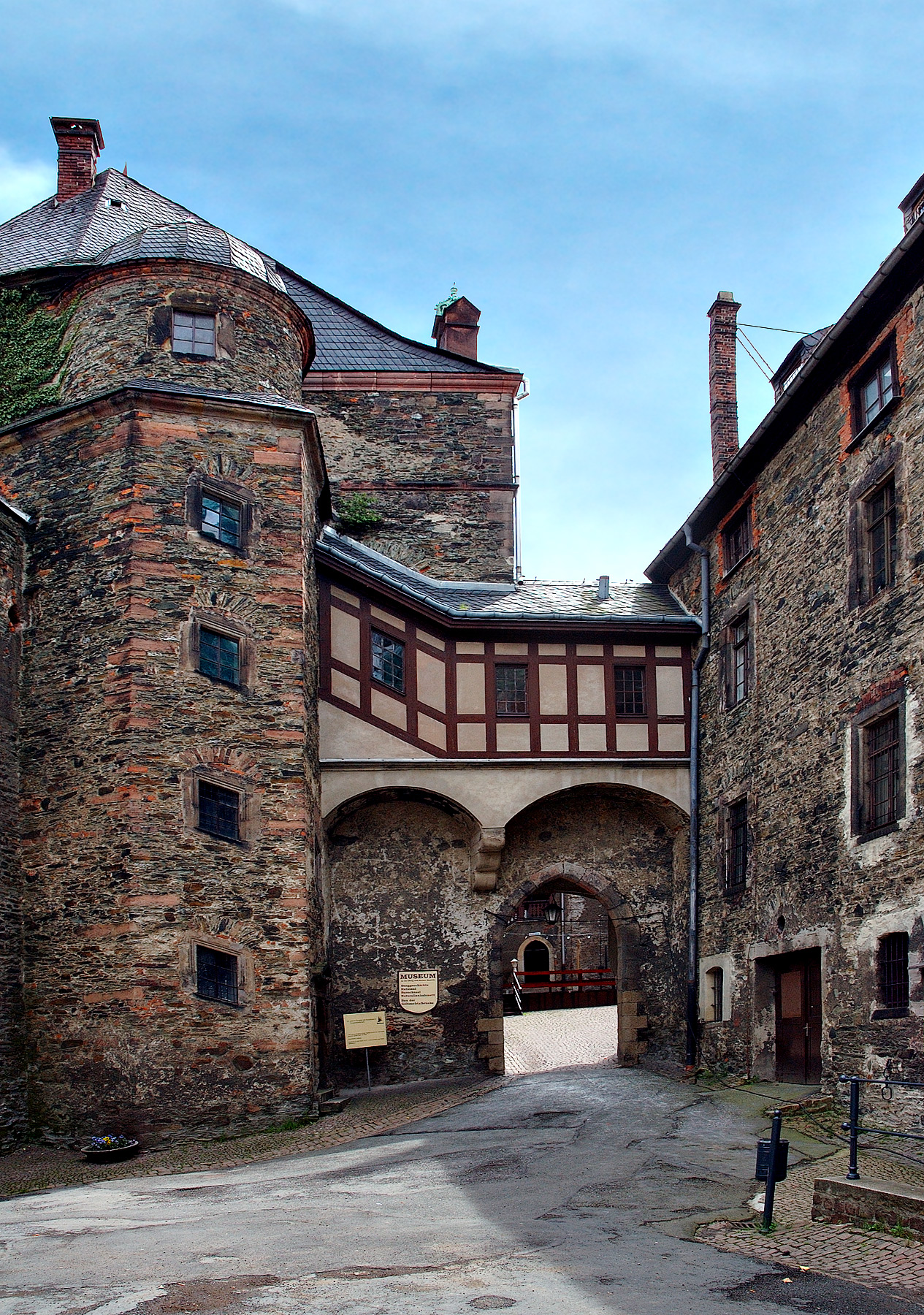
Innenhof der Burg Mylau
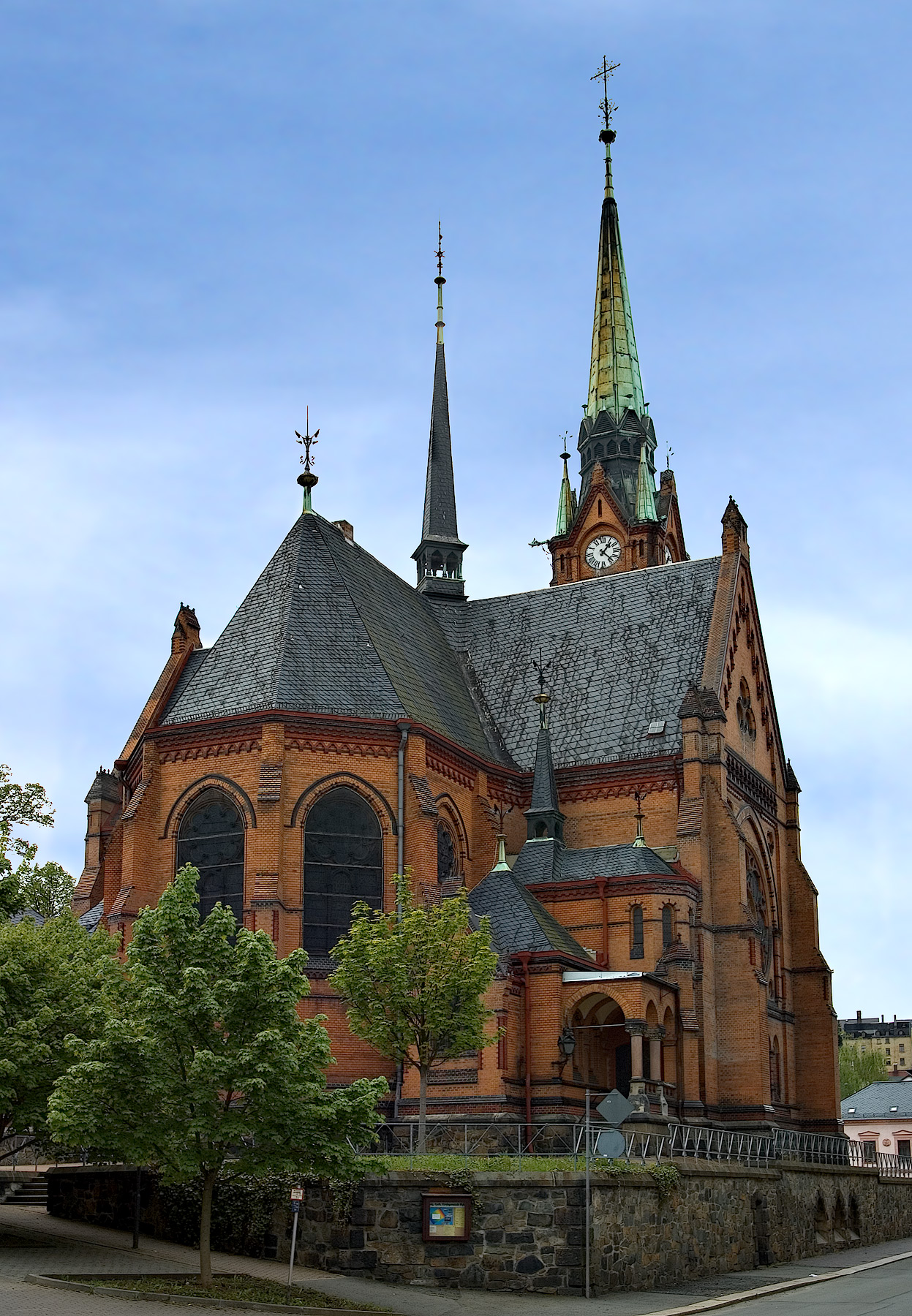
Stadtkirche (Rückansicht)
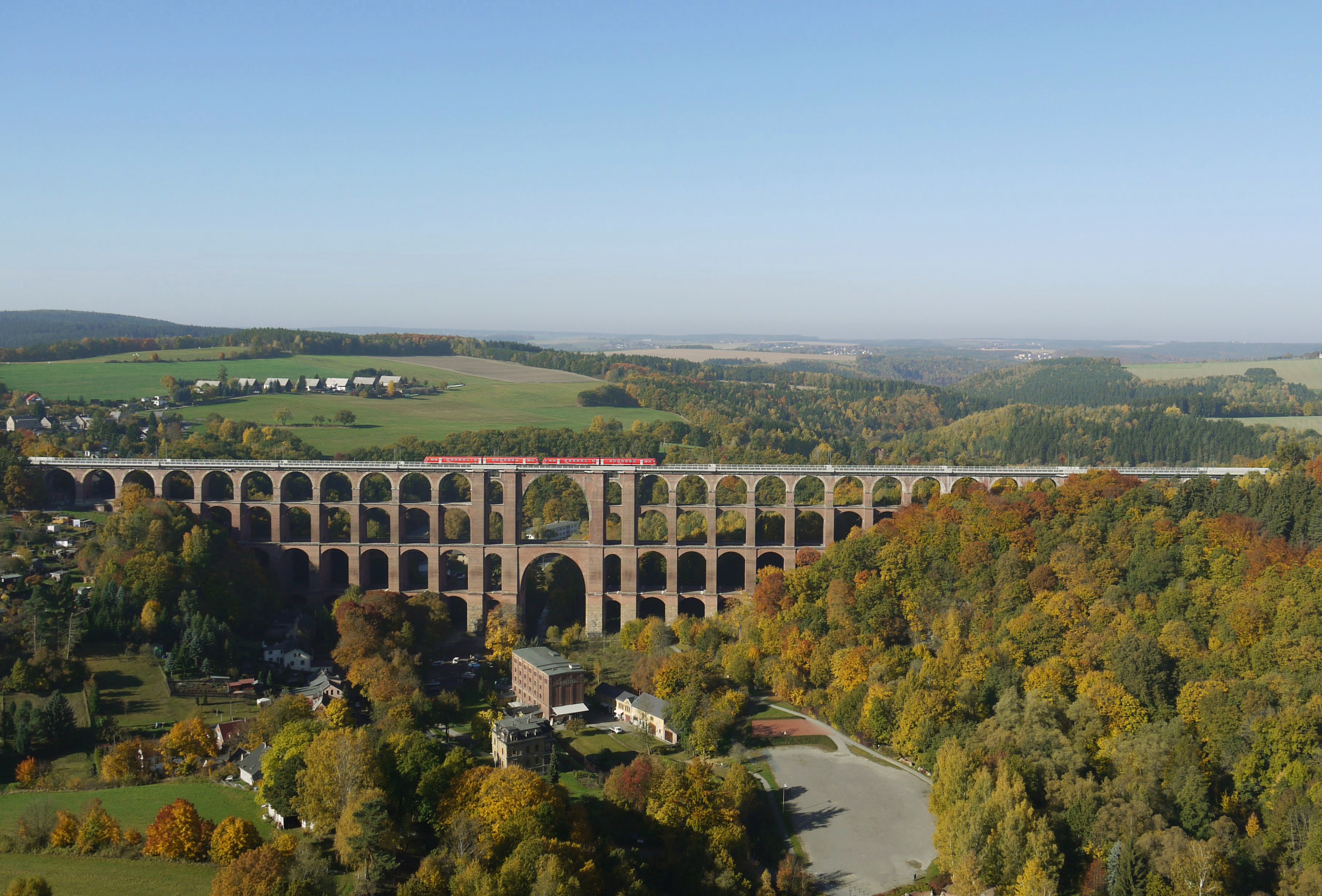
Göltzschtalbrücke

## Sport
Am Ortsrand von Mylau befindet sich der Wendepunkt des jeweils im Oktober stattfindenden Göltzschtal-Marathons. Dieser ist in Deutschland der zweitälteste aller seit ihrer Gründung noch ausgetragenen Marathonläufe und der älteste in der ehemaligen DDR.

## Gedenkstätten
- Grabstätte und Gedenktafel auf dem Friedhof für vier unbekannte KZ-Häftlinge, die im Januar 1945 tot aus einem Transportzug bei der Evakuierung eines Konzentrationslagers geworfen wurden

## Wirtschaft und Infrastruktur

### Verkehr

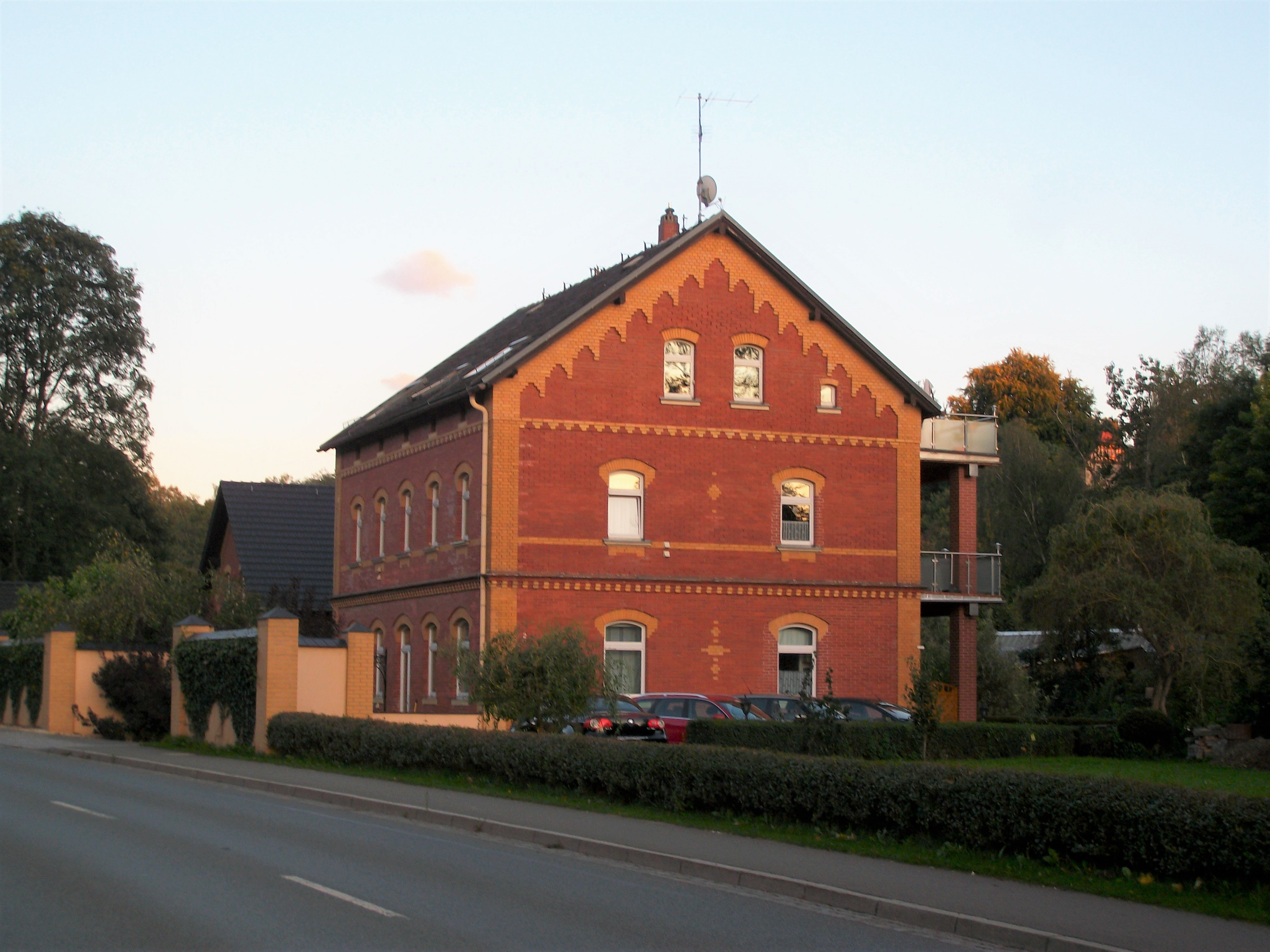
Ehemaliger Bahnhof Mylau, Empfangsgebäude (2017)

Durch Mylau führt die Bundesstraße 173.
1895 erhielt die Stadt durch die Bahnstrecke Reichenbach–Göltzschtalbrücke mit dem Bahnhof Mylau einen Eisenbahnanschluss nach Reichenbach. Der als Haltestelle Mylau eröffnete Bahnhof Göltzschtalbrücke befand sich nur teilweise auf Mylauer Flur. Im Jahr 1905 eröffnete die Bahnstrecke Lengenfeld–Göltzschtalbrücke, an der der Haltepunkt Mylau Hp errichtet wurde. Zwischen 1935 und 1945 existierten weiterhin die Haltepunkte Mylau Anker und Mylau Bad. Nach der Einstellung des Reiseverkehrs 1957 wurden die als „Mylische Berta“ bekannten Strecken im Jahr 1970 endgültig aufgegeben und wenig später abgebaut. Die nächstgelegenen Bahnhöfe sind heute Reichenbach (Vogtl) oberer Bahnhof und Netzschkau an der Bahnstrecke Leipzig–Hof.
Zum Stand 13. Februar 2022 verkehren 6 Buslinien in Mylau. Die Linien 80 und 85 bilden zusammen einen Halbstundentakt (am Wochenende Stundentakt) nach Reichenbach und Netzschkau. Sie nehmen am Postplatz in Reichenbach am Rendezvous-System teil und bieten Anschlüsse in die ganze Stadt.

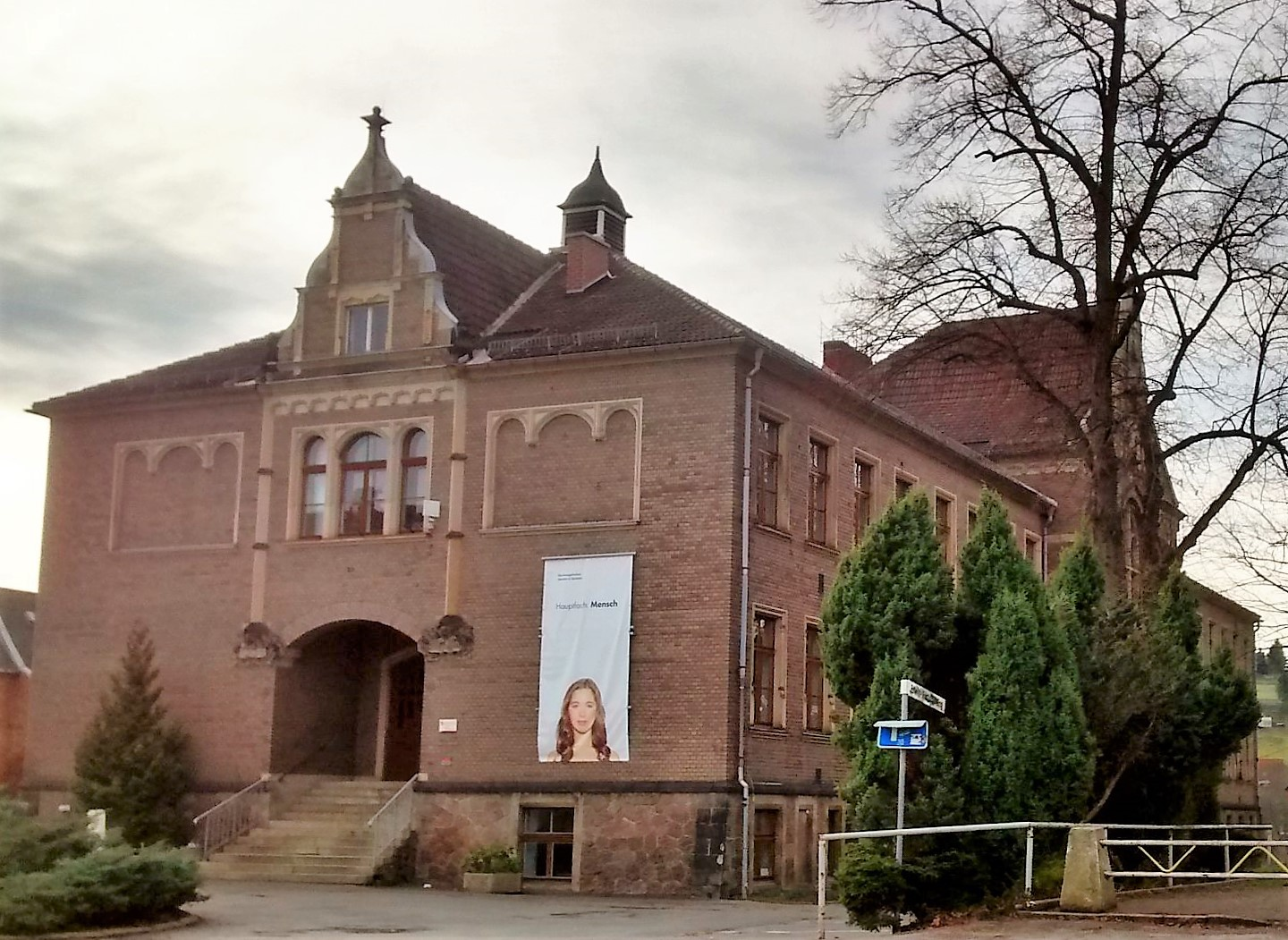
Evangelisches Gymnasium

| Linie | Endpunkte                    | Verlauf                                      | Verkehrsunternehmen     | Anmerkung                                      |
| ----- | ---------------------------- | -------------------------------------------- | ----------------------- | ---------------------------------------------- |
| 80+   | Netzschkau ↔ Hauptmannsgrün  | Mylau – Reichenbach – Krankenhaus            | Plauener Omnibusbetrieb | PlusBus, Teilnahme am Rendezvous               |
| 83    | Reichenbach ↔ Treuen         | Mylau – Netzschkau – Limbach – Hartmannsgrün | Plauener Omnibusbetrieb | TaktBus, Teilnahme am Rendezvous über Linie 80 |
| 84    | Reichenbach ↔ Elsterberg     | Mylau – Netzschkau – Reimersgrün – Coschütz  | Plauener Omnibusbetrieb | TaktBus, Teilnahme am Rendezvous über Linie 80 |
| 85    | Netzschkau ↔ Oberreichenbach | Mylau – Reichenbach – Krankenhaus            | Plauener Omnibusbetrieb | StadtBus, Teilnahme am Rendezvous              |
| 86    | Mylau ↔ Netzschkau           | Lambzig – Foschenroda                        | Plauener Omnibusbetrieb | RufBus                                         |
| 89    | Mylau ↔ Waldkirchen          | Reichenbach – Schneidenbach – Lengenfeld     | Plauener Omnibusbetrieb | TaktBus                                        |

### Bildung
- Grundschule Mylau
- Futurum Vogtland – Evangelisches Gymnasium Mylau

## Persönlichkeiten

### Ehrenbürger
- 2010: Adolf Förster (* 1919), Eislauftrainer
- 2010: Josef Wetzl (1930–2016), Maler und Grafiker
- 2013: Gotthold Lange (* 1932), evang.-luth. Pfarrer i. R.[10]

Die Ehrenbürger Mylaus werden im Zuge der Städtefusion mit Reichenbach im Vogtland seit 2016 als Ehrenbürger der Stadt Reichenbach im Vogtland behandelt.

### Söhne und Töchter der Stadt
- Christian Gotthelf Brückner (1769–1834), Spinnereibesitzer, Kaufmann und Bankier
- Robert Georgi (1802–1869), Unternehmer und Politiker, Präsident der I. Kammer des Sächsischen Landtags, Finanzminister
- Otto Georgi (1831–1918), Jurist, erster Oberbürgermeister von Leipzig und Reichstagsabgeordneter
- Arthur Georgi (1843–1900), Unternehmer und Politiker, MdL
- Robert Merkel (1850–1916), Fabrikant, Reichstags- und Landtagsabgeordneter
- Hermann Fischer (1862–1921), Weber und Politiker (SPD, USPD)
- Carl August Brückner (1872–1949), Begründer des Reformiert-Apostolischen Gemeindebundes
- Erwin Hartsch (1890–1948), Reichstagsabgeordneter (SPD) und Minister für Volksbildung in Sachsen
- Franz Findeisen (1892–1962), Professor an der Handelshochschule Leipzig
- Georg Bretschneider (1901–1995), Jurist, Vizepräsident des Bundesrechnungshofs
- Karl Friedrich Bauer (1904–1985), Anatom und Hochschullehrer
- Gerhard Weber (1909–1986), Architekt und Hochschullehrer
- Rudolf Bachmann (1910–1997), Mediziner und Hochschullehrer
- Werner Martin (1920–2010), Politiker (NDPD)
- Manfred Schreiterer (1925–2008), Diplomat
- Fredo Bley (1929–2010), Maler und Graphiker
- Eberhard Zeitler (1930–2011), Radiologe, Pionier der Herzkatheteruntersuchung
- Christian Döschner (* 1936), Professor für Automatisierung an der Otto-von-Guericke-Universität Magdeburg
- Helga Steudel (* 1939), Rennfahrerin
- Ulf Jäkel (* 1945), Sportfunktionär
- Denise Roth (* 1988), Eisschnellläuferin, Olympiateilnehmerin